# Samtskhe-Saatabago
Hertigdömet och sedan furstendömet Samtskhe-Saatabago var en historisk monarki som låg i nuvarande Georgien mellan 1266 och 1625.
Det uppgick i den osmanska provinsen Childir Eyalet (1578–1845).